# (3109) Machin
(3109) Machin ist ein Asteroid des Hauptgürtels, der am 19. Februar 1974 vom tschechischen Astronomen Luboš Kohoutek an der Hamburger Sternwarte (IAU-Code 029) im Hamburger Stadtteil Bergedorf entdeckt wurde.
Der Asteroid wurde am 4. Mai 1999 nach dem britischen Designer von Münzen und Briefmarken Arnold Machin (1911–1999) benannt, der 1964 das für die neuen Dezimalmünzen Englands verwendete Porträt der Königin Elisabeth II. von Großbritannien entwarf. Dieser Entwurf fand auch bei den britischen Briefmarken Verwendung, die seit 1967 bis heute (2014) ausgegeben werden.